# Заднепровский, Назар Александрович
Назар Александрович Заднепровский (укр. Назарій Олександрович Задніпровський; род. 9 ноября 1975, Киев, УССР, СССР) — украинский актёр Национального академического драматического театра им. Ивана Франко, Народный артист Украины (2017), Заслуженный артист Украины (2007).

## Биография
Родился 9 ноября 1975 года в Киеве в актёрской семье.
Окончил Киевский государственный театральный институт им. Карпенко-Карого (1996, мастерская Бориса Ставицкого). С 1996 года — актёр Киевского Национального академического драматического театра им. Ивана Франко.
Как автор и исполнитель принимал активное участие в столичных театральных капустниках. После съёмок в телевизионных программах «Золотой Гусь» и «Белая Ворона», «Большая разница» успешно выступал на эстраде в составе трио: Назар, его отец Лесь Заднепровский и его кум, заслуженный артист Украины Валерий Астахов.
С 2009 года Назар Заднепровский — ведущий актёр развлекательной программы «Большая разница по-украински» на каналах «ICTV», «1+1», «Интер». Параллельно снимался для «Большой разницы» в Москве. Принимал участие в международных фестивалях «Большая разница» в Одессе.
С 2012 года ведущий артист шоу «Добрый вечер» на канале «1+1».

## Семья
Назар является представителем четвёртого поколения актёрской династии Ткаченко—Заднепровских.
- Прадед Назара — Семён Ткаченко — профессор, режиссёр, ректор КГИТИ, один из основателей театра имени Ивана Франко.
- Его жена — актриса театра им. И. Франко — Екатерина Рий-Ткаченко.
- Дед — Заднепровский, Михаил Александрович (1924—1980), актёр, Народный артист Украинской ССР, Лауреат национальной премии им. Т. Г. Шевченко.
- Бабушка — Ткаченко, Юлия Семёновна (1928—2008), актриса, Народная артистка УССР, лауреат национальной премии Т. Г. Шевченко.
- Отец — Заднепровский, Александр Михайлович (р. 1953), актёр, Народный артист Украины, актёр театра им. И. Франко.
- Мать — Зоя Сивач, актриса Киевского ТЮЗа.

## Театр

### Национальный академический драматический театр имени Ивана Франко
С 1996 года служит в Национальном академическом драматическом театре им. Ивана Франко, где сыграл более 30 ролей.
1. 1983 — «Визит старой дамы» Ф. Дюрренматта; реж. Сергей Данченко — сын
2. 1989 — «Тевье-Тевель» Г. Горина; реж. Сергей Данченко — Мотл
3. 1996 — «Укрощение строптивой» У. Шекспира; реж. Сергей Данченко — Бьонделло
4. 1998 — «Бал воров» Ж. Ануя — Густав
5. 1998 — «Суета» И. Карпенко-Карого — Тарас Гупаленко
6. 1998 — «Смех и слёзы Дон Кихота» М. Сервантеса — Первый конвойный / Соломон
7. 1999 — «Кин IV» Г. Горина; реж. Анатолий Хостикоев — Цилиндр
8. 1999 — «Бременские музыканты» Ю. ЭнтинА; В. ЛивановА; Г. Гладкова; реж. Дмитрий Чирипюк — Петух
9. 1999 — «Три сестры» А. Чехова; реж. Андрей Жолдак — Прозоров
10. 2000 — «Брат Чичиков» Н. Садур по «Мёртвым душам» Н. Гоголя; реж. Александр Дзекун — Селифан, кучер Чичикова
11. 2000 — «За двумя зайцами» М. Старицкого; реж. Сергей Данченко — 1-й бас
12. 2001 — «Адвокат Мартиан» Леси Украинки — Валент
13. 2001 — «Леди и Адмирал» Т. Реттигана — Джорж Мечем
14. 2001 — «Отелло» У. Шекспира; реж. Виталий Малахов — Родриго
15. 2001 — «Мартин Боруля» И. Карпенко-Карого; реж. Пётр Ильченко — Степан
16. 2002 — «Мама, или Невкусное творение на два действия с эпилогом»» Ст. Виткевича; реж. Збигнев Наймола — граф Альфред
17. 2003 — «Ревизор» Н. Гоголя; реж. Игорь Афанасьев — Пётр Иванович Добчинский
18. 2004 — «Братья Карамазовы» Ф. Достоевского; реж. Юрий Одинокий — Ракитин
19. 2005 — «Ромео и Джульетта» У. Шекспира; реж. Валентин Козьменко-Делинде — Меркуцио
20. 2006 — «Виват, королева!» Роберта Болта; реж. Юрий Кочевенко — Де Квадра
21. 2007 — «Кайдашева семь» И. Нечуй-Левицкого; реж. Пётр Ильченко — Лаврин
22. 2009 — «Скандальное происшествие с мистером Кэттлом и миссис Мун» Дж. Пристли; реж. Юрий Одинокий — Гардейкр
23. 2009 — «Котигорошек. И покатилась горошина…» А. Навроцкого; реж. Пётр Ильченко — Крутивус
24. 2010 — «Урус-Шайтан» И. Афанасьева; реж. Игорь Афанасьев — адъютант Кутузова
25. 2011 — «Фредерик или Бульвар преступлений» Э. Шмитта; реж. Юрий Кочевенко — Паризо, драматический герой-любовник
26. 2011 — «Гимн демократической молодёжи» С. Жадана; реж. Юрий Одинокий — Преподобный Джонсон-и-Джонсон
27. 2013 — «Дамы и гусары» А. Фредро; реж. Юрий Одинокий — поручик Эдмунд
28. 2014 — «Моя профессия — синьор из высшего света» Джулио Скарниччи, Ренцо Тарабузи; реж. Анатолий Хостикоев — Леонида Папагатто
29. 2014 — «Хозяин» И. Карпенко-Карого; реж. Пётр Ильченко — Маюфес, фактор
30. 2015 — «Великие комбинаторы» по Ильфу и Петрову; реж. Дмитрий Чирипюк — Бендер
31. 2018 — «Идиот» Ф. Достоевского ; реж. Юрий Одинокий — Лебедев
32. «Рождество в доме Купьелло» Э. Де Филиппо — Паскуалино

## Фильмография

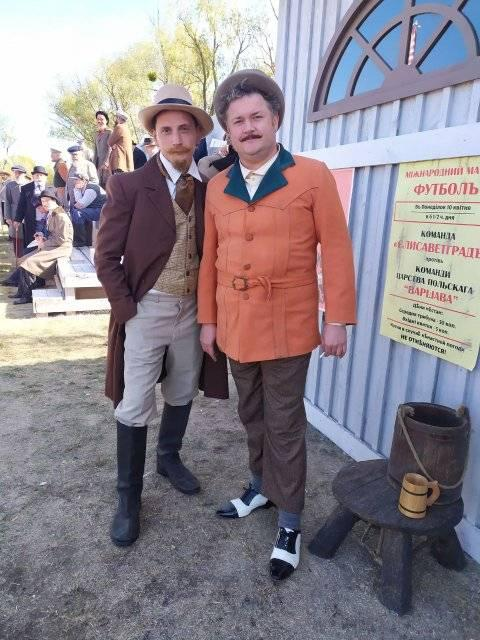

1. 1995 — Дорога на Сечь  — Панько
2. 1997 — Страсть — Семен
3. 2004 — Плакальщик, или Новогодний детектив — Загорулько
4. 2005 — Весёлая хата
5. 2005 — Леся+Рома — доктор
6. 2006 — Кактус и Елена — Пастухов
7. 2006 — Утёсов. Песня длиною в жизнь — Ярославцев
8. 2008 — Колдовская любовь — Пастухов
9. 2013 — Большие чувства — Пастухов
10. 2013-2015 — Последний из Магикян — Назар
11. 2015 — Последний москаль — Штефко
12. 2015-2016 - Это любовь - Сан Саныч
13. 2015-2017 — Слуга народа
14. 2018 — Домик на счастье — Василий
15. 2018 — Сумасшедшая свадьба — Василий Сердюк
16. 2019 — Сумасшедшая свадьба-2 — Василий Сердюк
17. 2019 — Сыщик
18. 2019 — Великие Вуйки — Штефко
19. 2021 - Ромео и Джульетта из Черкас - Отец невесты
20. 2022 - Любовь и Блогеры - Майор
21. 2023 - Сумасшедшие Соседи - Василий Сердюк

### Анимационное кино, озвучивание
1. 2002 — Корпорация монстров — Майк Вазовски (украинский дубляж)
2. 2006 — Большое путешествие — Найджел (украинский дубляж)
3. 2010 — Мегамозг — Хэл Стюарт/Титан (украинский дубляж)
4. 2011 — Тачки 2 — Майлс Карданвал (украинский дубляж)
5. 2012 — Мадагаскар 3 — Морской лев Стефано (украинский дубляж)
6. 2012 — Люди в чёрном 3 — Джеффри Прайс (украинский дубляж)
7. 2012 — Мачо и ботан — Мортон Шмидт (украинский дубляж)
8. 2013 — Турбо — Тито (украинский дубляж)
9. 2013 — Университет монстров — Майк Вазовски (украинский дубляж)
10. 2013 — Конец света 2013: Апокалипсис по-голливудски — Джона Хилл (украинский дубляж)
11. 2014 — Стражи Галактики — Ракета (украинский дубляж)
12. 2014 — Мачо и ботан 2 — Мортон Шмидт (украинский дубляж)
13. 2015 — Монстры на каникулах 2 — Мюррей (Мумия) (украинский дубляж)
14. 2015 — Третий лишний 2 — Тед Клаберленг (украинский дубляж)
15. 2015 — Здравствуй, папа, Новый год! — Грифф (украинский дубляж)
16. 2015 — Пиксели — Ладлоу Лэмонсофф (украинский дубляж)
17. 2015 — Головоломка — Бинго-Бонго (украинский дубляж)
18. 2016 — Тайная жизнь домашних животных — мопс Мэл (украинский дубляж)
19. 2017 — Стражи Галактики. Часть 2 — Ракета (украинский дубляж)
20. 2017 — Босс-молокосос — Босс-молокосос (украинский дубляж)
21. 2018 — Мстители: Война бесконечности — Ракета (украинский дубляж)
22. 2018 — Человек-муравей и Оса — Луис (украинский дубляж)
23. 2018 — Излом времени — Алый (украинский дубляж)
24. 2018 — Человек-паук: Через вселенные — Питер Б. Паркер / Человек-паук (украинский дубляж)
25. 2019 — Король Лев – Пумба (украинский дубляж)
26. 2019 — Мстители: Финал — Ракета (украинский дубляж)

## Телевизионная карьера
1. «Золотой Гусь»
2. «Белая Ворона»
3. «Добрый вечер» («1+1»)
4. «Большая разница»
5. «Большая разница по-украински». Объекты пародий:

- Борис Бурда
- Роман Виктюк
- Владимир Гришко
- Сергей Жуков
- Павел Зибров
- Иосиф Кобзон
- Алексей Литвинов
- Мирча Луческу
- Моисей
- Антон Мухарский
- Валерия Новодворская
- Александр Пономарёв
- Михаил Поплавский
- Пётр Порошенко
- Портос
- Стивен Сигал
- Олег Скрипка
- Иосиф Сталин
- Сильвестр Сталлоне
- Остап Ступка
- Григорий Суркис
- ТіК (Виктор Бронюк)
- Элтон Джон
- Виктор Ющенко